# 夏の魔物 (鶴の曲)
「夏の魔物」（なつのまもの）は、鶴の楽曲。2008年7月9日にWARNER MUSIC JAPANより2作目のシングルとして発売された。

## 概要
前作『恋のゴング』以来4ヶ月ぶりのリリース。
キャッチコピーは、「ニッポンの夏！鶴の夏！〜鶴のウキウキ・サマーアンセム完成〜」。
表題曲「夏の魔物」は、フジテレビ系アニメ『ゲゲゲの鬼太郎』のエンディングテーマに起用された。本作が使用されたエンディング映像では、登場キャラクターの目玉おやじが当時のバンドの特徴であったアフロのかつらを被って登場している。これは当初、本作の購入者特典として付属しているアフロ・目玉おやじステッカーのために企画されたものだが、このデザインがアニメのスタッフ間で好評となったことから、アニメにも登場させることとなった。
シングルの発売に先駆け、6月25日に表題曲「夏の魔物」の着うたの配信が開始された。
FM FESTIVAL RADIO AWARD IN JAPAN“LIFE MUSIC 2008”の「BEST IMPACT OF LIFE」にノミネートされた。

## 批評
rockin'on.comの兵庫慎司は、最初に聴いたときの印象について「いくらなんでもJ-POPすぎないか。というか、歌謡曲すぎないか」「メジャー移籍ちょっと前からの、この楽曲のポップ化は必然だと思ってきたけど、さすがにちょっとバンドっぽくなさすぎ」と思ったとし、何度も聴いているうちに印象が変わっていたとしたうえで「サビには鍵盤も入ってるけど、アレンジの中心はギターとドラムとベースで、それぞれの音がとてもクリアに響いてくるし、歌謡曲というよりもソウルとか山下達郎とかに近いメロディとコードの展開だ」「2曲目と3曲目もしかりで、色々試してるけど最終的にはシンプルなバンド・サウンドに帰結している」と評している。

## シングル収録曲
| #         | タイトル                 | 作詞      | 作曲      | 時間  |
| --------- | ------------------------ | --------- | --------- | ----- |
| 1.        | 「夏の魔物」             | 秋野温    | 秋野温    | 4:55  |
| 2.        | 「踊れないtoフィーバー」 | 秋野温    | 鶴        | 4:22  |
| 3.        | 「手紙」(ver.26)         | 鶴        | 鶴        | 5:47  |
| 合計時間: | 合計時間:                | 合計時間: | 合計時間: | 15:04 |

## 曲の解説
1. 夏の魔物
フジテレビ系アニメ『ゲゲゲの鬼太郎』エンディングテーマ。
シングルが7月に発売されることから、当初より夏を題材とした楽曲を作ることを前提としており、メンバーは「夏の開放感と“誰かを好きになりたい”と思わせる空気を突っ込んだ曲にしたいと思った。」「歌詞が夏だったから、とりあえず“夏の?”というところから始まって、自然と“魔物”が現れて、そこからイメージが膨らんで曲とか詞が同時にできた。」とコメントしている[9]。
ミュージック・ビデオはウスイヒロシが監督を務めたもので、篠崎徹[10]、濱田麻里[11]らが出演している。
4thシングル「桜」にライブ音源が収録されている。
2. 踊れないtoフィーバー
ディスコ調のロックチューン[9]。
3. 手紙 (ver.26)
インディーズ盤『素敵CD』収録曲の別バージョン。メンバー間で「夏にバラードっていいよね」という話題が挙がり、その流れからこの楽曲が選ばれた[9]。

## タイアップ
- フジテレビ系アニメ『ゲゲゲの鬼太郎』エンディングテーマ（#1）
- 岩手めんこいテレビ『BEATNIKS』オープニングテーマ（#1）

## 収録アルバム
夏の魔物
- 情熱CD
- グレイテスト鶴です 〜ベストじゃん!!〜